# Samsung Galaxy S6
El Samsung Galaxy S6 es un teléfono inteligente de gama alta hecho por Samsung Electronics. El teléfono fue revelado en una conferencia en el Mobile World Congress en Barcelona, junto a su hermano el Samsung Galaxy S6 Edge. Ambos teléfonos son sucesores del Samsung Galaxy S5. Está disponible desde abril de 2015 en 20 países.
Aunque el diseño general del Galaxy S6 todavía cuenta con algunas similitudes con el modelo anterior y su gran parecido tanto en los laterales como en la parte de abajo con los iPhones de Apple, se ha renovado la construcción del propio dispositivo, La parte trasera de vidrio en lugar de plástico. El dispositivo también introdujo una cámara mejorada, una interfaz de usuario optimizada, el apoyo a los dos principales estándares de carga inalámbrica, y el apoyo a una plataforma de pago móvil que permite que el dispositivo pueda emular la banda magnética de una tarjeta de crédito. El S6 ofrece otras mejoras de hardware, así, incluyendo una pantalla con resolución 1440p, un nuevo system-on-chip que utiliza un proceso FinFETmanufacturing de 14 nm, y un escáner de huellas digitales mejorado.
El Galaxy S6/S6 Edge/S6 Edge+ recibió críticas positivas de los críticos, que elogiaron la mejora de la calidad de construcción de los dispositivos sobre los modelos anteriores, junto con las mejoras en sus pantallas, el rendimiento, la cámara, y otros cambios. Sin embargo, la decisión de Samsung para eliminar la posibilidad de ampliar su almacenamiento, retirar la batería y la resistencia al agua y polvo fue criticada como potencialmente alienante para los usuarios exigentes, y el S6 Edge también fue criticado por no hacer un uso suficiente de su pantalla curvada para justificar el aumento de su costo sobre el estándar Galaxy S6. El Galaxy S6 hizo a un lado la sobrecarga de funciones que el Galaxy S5 heredó del S4, como por ejemplo, Smart Pause, Smart Scroll, Smart Rotation, Air view, Air gesture, y Modo guantes, esto no causó críticas negativas en la mayoría de los usuarios excepto quienes usan todas las funciones de la gama S de Samsung Galaxy. Las únicas críticas negativas por parte de la mayoría de los usuarios se trataban acerca de la pérdida de la resistencia al agua, batería extraíble y soporte para microSD.

## Características
El dispositivo Samsung Galaxy S6 cuenta con funciones nuevas además de mantener las funciones de sus predecesores:

### Quick Charge
Samsung Galaxy S6 tiene Quick Charge, que permite una carga de 2 horas.

### Realidad virtual
Samsung Galaxy S6 es compatible con realidad virtual con Samsung Gear VR.

### Características de sus predecesores
Samsung Galaxy S6 conserva las características de sus predecesores:

#### Transmisor de infrarrojo
Samsung Galaxy S6 tiene un transmisor de luz infrarroja para usarlo como control remoto universal.

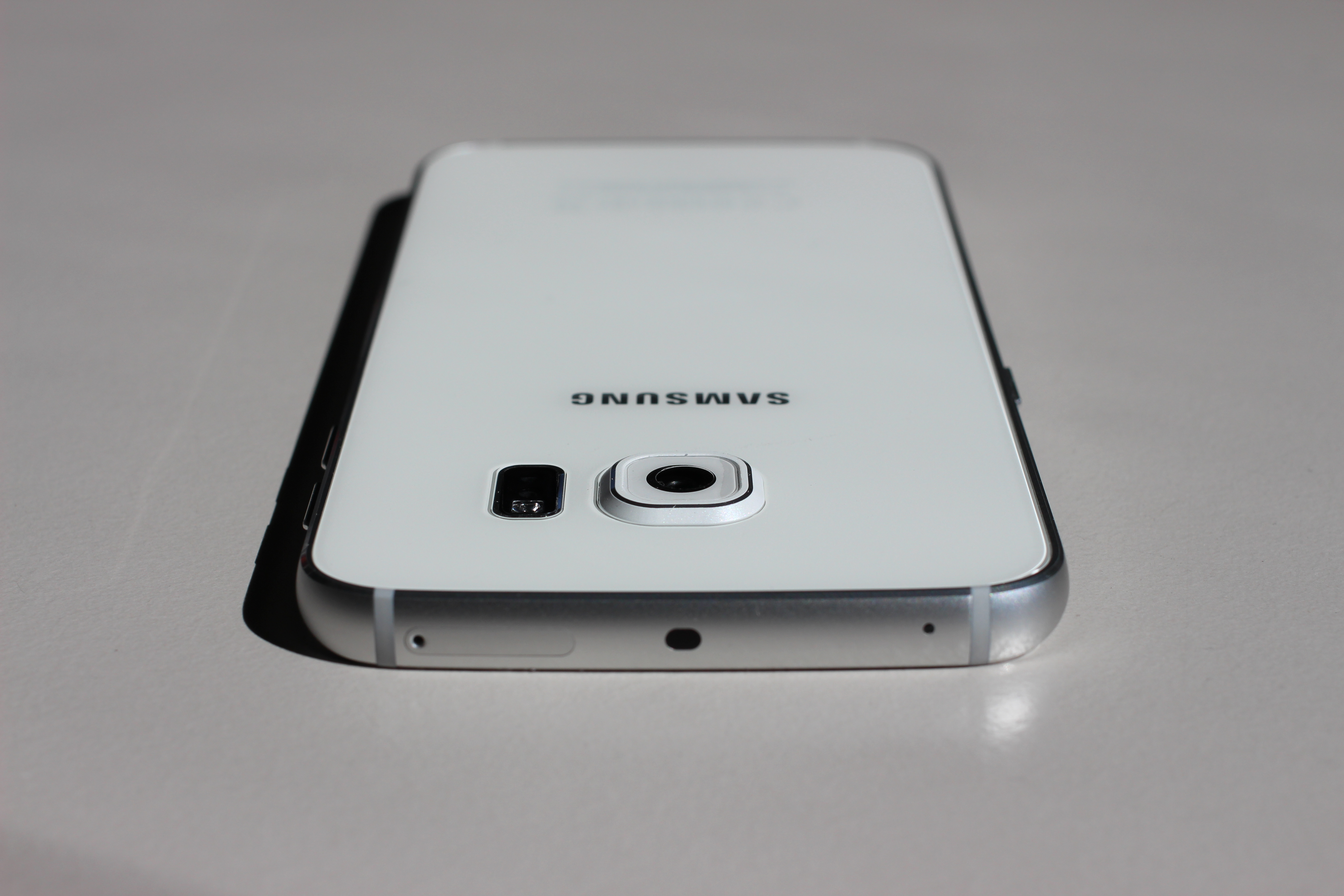
Transmisor infrarrojo de Galaxy S6

#### Sensor de frecuencia cardiaca
Samsung Galaxy S6 tiene un sensor que permite medir la frecuencia cardiaca.

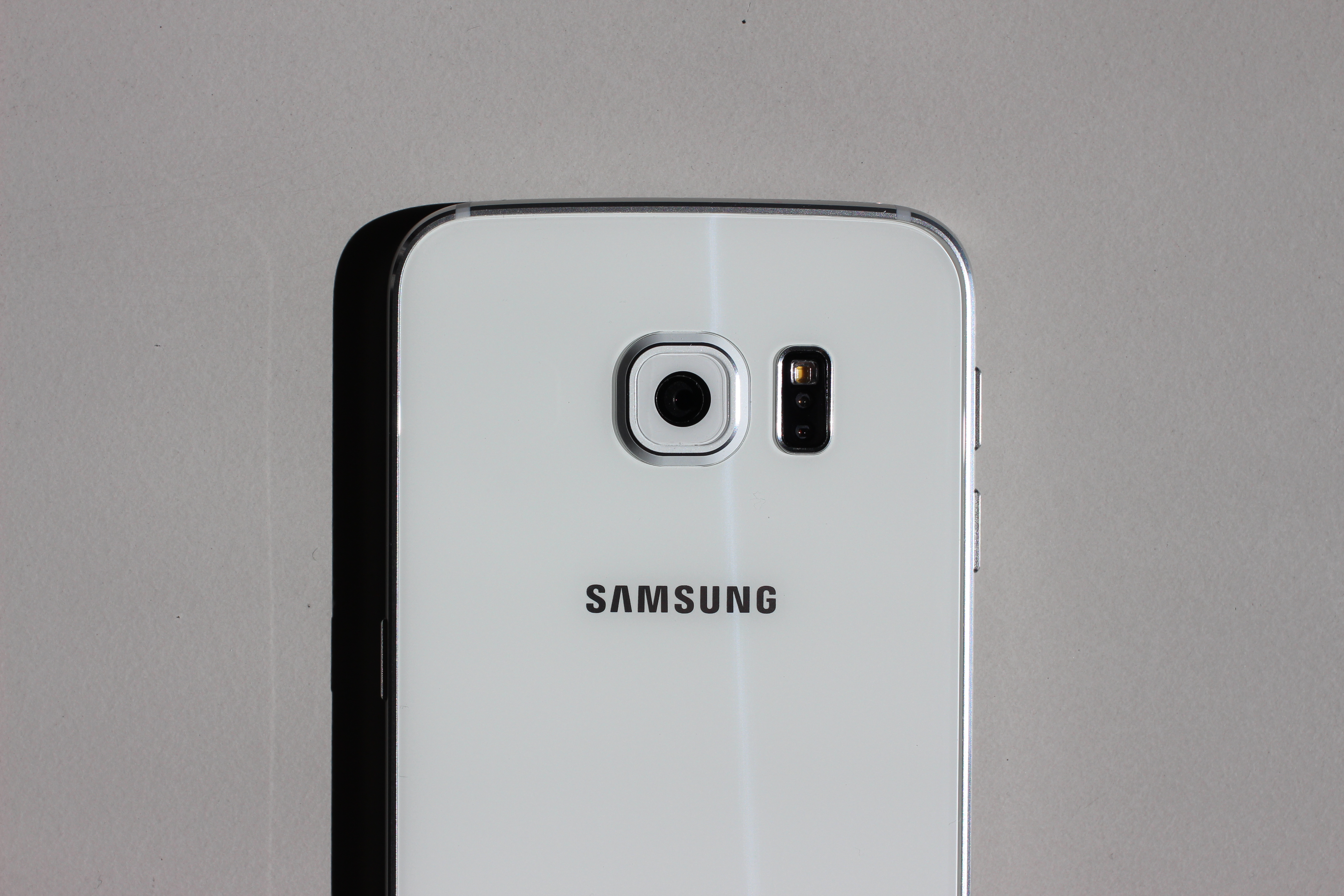
Sensor de frecuencia cardiaca localizado en la parte trasera
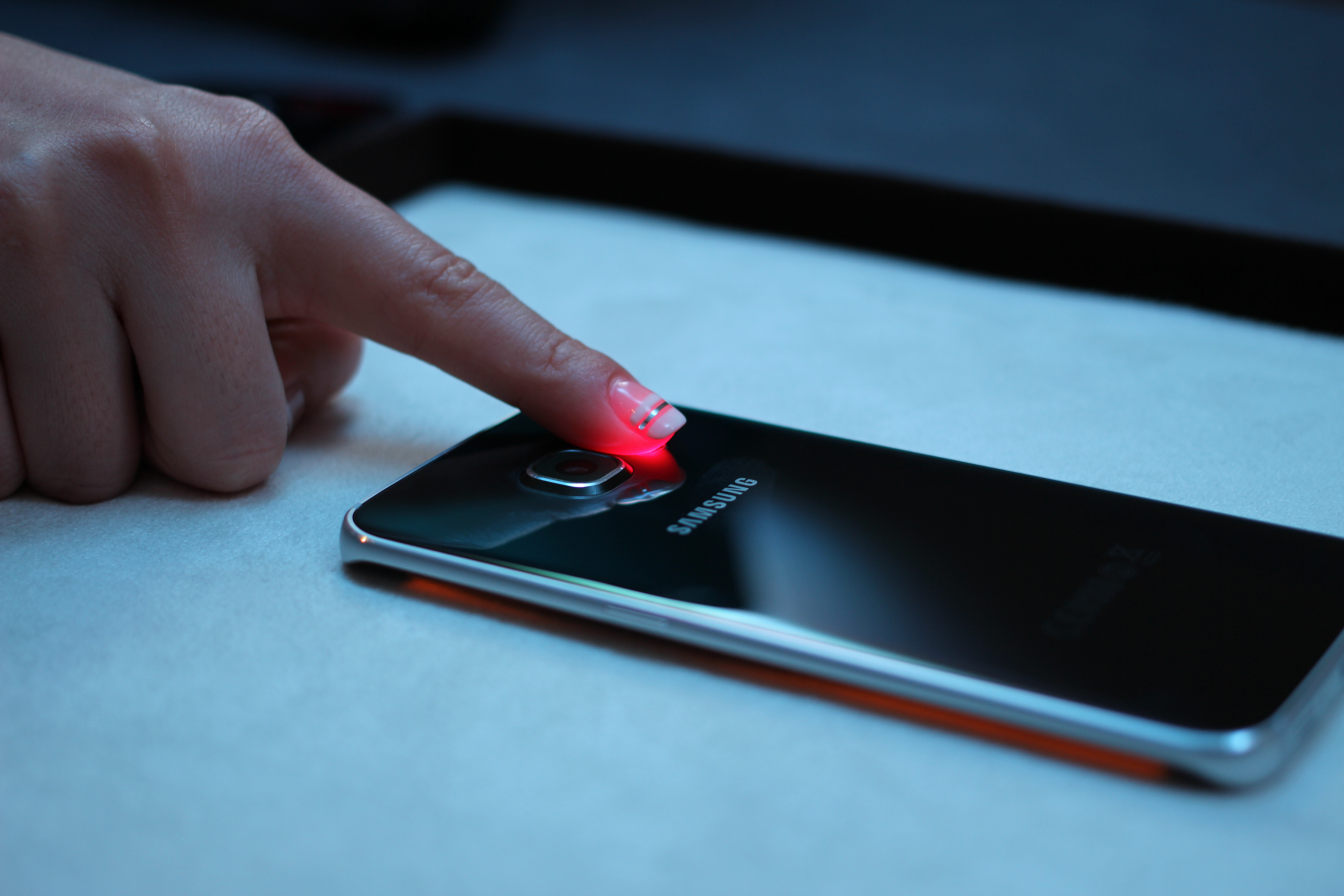
Usuaria colocando el dedo sobre el sensor

#### Sensor de huellas dactilares
Samsung Galaxy S6 tiene un sensor que desbloquea el dispositivo con poner el dedo sobre el botón de inicio.

#### Multi ventana
Samsung Galaxy S6 permite usar 2 aplicaciones dividiendo la pantalla.

## Información adicional

### Nuevo software
Samsung Galaxy S6 incluye tres potentes soluciones de seguridad: KNOX, Sensor de Huellas Digitales y Samsung Pay.

### Conectividad
Samsung Galaxy S6 cuenta con el sistema NFC (Comunicación de campo cercano), que es un sistema de comunicación inalámbrico de distancia corta que permite conectar el terminal con otros dispositivos que cuenten con esta tecnología.

### Ventas
El primer mes se vendieron 6 millones de unidades del Galaxy S6 y S6 Edge, superando las ventas del Galaxy S5.